# Salisnytschne (Chmilnyk)
Salisnytschne (ukrainisch Залізничне, russisch Зализничное Salisnitschnoje) ist eine Siedlung städtischen Typs im Norden der ukrainischen Oblast Winnyzja mit etwa 1000 Einwohnern (2018).
Salisnytschne liegt zwischen der Stadt und der Siedlung städtischen Typs Hluchiwzi, 75 km nordnordöstlich von Winnyzja, an der Bahnstrecke Berdytschiw–Kosjatyn.
Die Ortschaft wurde 1925 als Eisenbahnersiedlung gegründet und trug bis zum 1. Dezember 1986 den Namen Kosjatyn-II, danach wurde ihr der Status einer Siedlung städtischen Typs verliehen und der Name auf Salisnytschne geändert.
Am 12. Juni 2020 wurde die Siedlung ein Teil der neugegründeten Stadtgemeinde Kosjatyn, bis dahin war sie ein Teil der Stadtratsgemeinde Kosjatyn (Козятинська міська рада/Kosjatynska miska rada) unter Oblastverwaltung im Nordosten des ihn umgebenden Rajons Kosjatyn.
Am 17. Juli 2020 kam es im Zuge einer großen Rajonsreform zum Anschluss des Rajonsgebietes an den Rajon Chmilnyk.